# Saison de grand cru
Saison de grand cru (titre original : Vintage Season) est une nouvelle de science-fiction d’Henry Kuttner et Catherine Lucille Moore.

## Publications
- Publications aux États-Unis

La nouvelle est parue en septembre 1946 sous le titre Vintage Season dans Astounding Science Fiction no 190, sous le pseudonyme de Lawrence O'Donnell.
- Publications en France

La nouvelle est parue en France :
- dans le recueil Déjà demain, éd. Hachette, 4e trimestre 1961, collection Le Rayon fantastique no 89 ;
- dans le recueil Alfred Hitchcock Presents Stories for Late at Night - Histoires à ne pas lire la nuit, traduites par Odette Ferry (La Saison des vendanges) aux éditions Robert Laffont - Le Livre de poche policier no 1983 (1963) ;
- dans une réédition du recueil Déjà demain, Éditions Denoël, collection Présence du futur no 153-154, 4e trimestre 1972 ;
- dans l'anthologie Histoires de voyages dans le temps (1975 - rééditions en 1976, 1978 et 1987).

- Publications dans d'autres pays occidentaux
  - aux Pays-Bas :
    - sous le titre De Toeschouwers (1964) ;
    - sous le titre De Toeschouwers (1984) ;

  - en Italie :
    - sous le titre La grande vendemmia (1971)
    - sous le titre La stagione della vendemmia (1991) ;

  - en Allemagne :
    - sous le titre Die Schitterende Mei-Maand Van 19.. (1977)
    - sous le titre Traubenlese (1979)

## Résumé
Oliver Wilson est propriétaire d'une belle villa, située en haut de la colline, dont il a loué le premier étage à d'étranges personnes, un homme et deux femmes.
Ces locataires, qui ont payé un loyer disproportionné, sont très gentils, très polis, mais étranges, sans qu'il puisse dire pourquoi. Ils semblent comme « venir d'ailleurs ». Leurs noms sont étranges (Omerie, Kleph et Klia), de même que leur vêtements, leur démarche et leur façon de parler. L'homme (Omerie) lui a simplement dit qu'ils sont « en vacances », sans donner plus de détails.
Oliver se lie d'amitié avec Kleph, la plus jeune et, apparemment, la plus fragile de ces trois personnes. À plusieurs reprises, Olivier et elle ont des conversations, qui laissent entendre que les trois inconnus voyagent beaucoup ; ils étaient dernièrement à Canterbury et iront prochainement à Rome.
Quelques jours après, une femme arrive et veut acheter la maison : elle propose même un prix tellement élevé qu'il en paraît déraisonnable. Elle demande aussi à Oliver de cacher dans la maison un petit boitier qui, dit-elle, fera partir ses locataires. Olivier, voyant cette femme, comprend très vite qu'elle vient du même pays que ses locataires, et qu'elle souhaite les évincer pour avoir seule la maison.
Omerie demande ultérieurement à Oliver de retrouver la boîte, qui est un engin infra-sonique causant des douleurs terribles aux cerveaux de ceux capables de discerner les fréquences émises. Oliver s'exécute.
Discutant encore avec Kleph, il apprend de la bouche de cette dernière que ses locataires sont des voyageurs temporels, qui visitent des « saisons de grands cru » : l'automne (un merveilleux automne !) à Canterbury au XIVe siècle, l'été (un merveilleux été !) en 1664 à Londres, le printemps (un merveilleux printemps !) ici et maintenant, enfin bientôt un hiver (un merveilleux hiver) à Rome au VIIIe siècle. Ils sont venus ici pour profiter de ces vacances, et vont bientôt partir. Elle lui recommande toutefois, avec force, de ne pas quitter les lieux le lendemain.
Le lendemain, les trois locataires accueillent leurs invités, parmi lesquels figure Cenbé, un artiste du futur au talent inouï.
Et plus tard, arrive la raison de la location de la villa : tous les gens venus du futur assistent à la terrible catastrophe qui voit la Terre percutée par une météorite ; la ville située en contrebas est anéantie ; l'enfer semble régner dans la région.
Et Cenbé, lui, est venu pour réaliser son œuvre majeure : traduire en sons et lumières la tragédie qui se joue quelques dizaines de kilomètres plus loin. Alors que les autres personnages sont venus pour simplement assister à la catastrophe en touristes, lui est venu du futur pour composer une Symphonie sur cette catastrophe.
Le lendemain, les étranges inconnus quittent la maison, pour se rendre à Rome, ou ailleurs.
Cenbé reste dans la maison, à travailler son Œuvre.
Oliver, lui, se sent engourdi, et réalise vite qu'autre chose s'est produit. Il se sent faible, malade.

### Dénouement et révélations finales
Oliver ignore que dans quelques heures, il va mourir de la terrible mort bleue, apportée par la météorite et qui décimera l'humanité comme l'avait fait la peste plusieurs siècles auparavant.
Cenbé, qui assiste à son agonie, prend des images d'Olivier.
Et lorsque son œuvre est projetée :
« La nouvelle symphonie de Cenbé fut un éclatant triomphe. La première eut lieu à l'Antarès Hall et obtint une ovation. Évidemment, le thème lui-même en était le principal artiste : la symphonie débutait par le météore qui avait précédé les grandes épidémies du XIVe siècle, et se terminait sur l'apothéose que Cenbé avait cueillie au seuil des temps modernes. Mais seul Cenbé pouvait interpréter cela avec autant de force subtile.

Les critiques parlèrent de la façon magistrale dont il avait choisi le visage du roi Stuart comme leitmotiv dans son montage d'émotions, de sons et de mouvements. Mais il y avait, dans le vaste mouvement de la composition, d'autres visages qui contribuaient à cet extraordinaire climat. Un visage en particulier, une séquence que le public absorba avidement, un visage d'homme, immense, aux traits détaillés, domina l'écran. Cenbé n'avait jamais si bien saisi une crise émotionnelle. On pouvait presque lire dans les yeux de l'homme. »

## Adaptation au cinéma
La nouvelle a été adaptée au cinéma en 1992 par David Twohy avec le film Timescape.